# Nimbospora bipolaris
Nimbospora bipolaris är en svampart som beskrevs av K.D. Hyde & E.B.G. Jones 1985. Nimbospora bipolaris ingår i släktet Nimbospora och familjen Halosphaeriaceae.   Inga underarter finns listade i Catalogue of Life.